# 불변 다항식
리 대수 이론에서, 불변 다항식(不變多項式, 영어: invariant polynomial)은 어떤 리 대수의 원소를 변수로 가지며, 그 딸림표현 작용에 대하여 불변인 다항식이다.

## 정의
체 {\displaystyle K} 위의 유한 차원 리 대수 {\displaystyle {\mathfrak {g}}}의 쌍대 공간 {\displaystyle {\mathfrak {g}}^{*}} 위의 대칭 대수
{\displaystyle \operatorname {Sym} ({\mathfrak {g}}^{*})}
를 생각하자. {\displaystyle \alpha \in \textstyle \operatorname {Sym} ^{n}{\mathfrak {g}}^{*}}가 다음 조건을 만족시킨다면, {\displaystyle {\mathfrak {g}}}의 {\displaystyle n}차 불변 다항식이라고 한다.
{\displaystyle \sum _{i=0}^{n-1}\alpha (x_{0},x_{1},\dotsc ,[x_{i},x_{i+1}],\dotsc ,x_{n})=0}
{\displaystyle {\mathfrak {g}}} 위의 불변 다항식은 각 차수들의 불변 다항식들의 합이다.

### 베유 대수
유한형 (즉, 각 차수의 차원이 유한한) L∞-대수 {\displaystyle {\mathfrak {g}}}의 베유 대수(영어: Weil algebra) {\displaystyle \operatorname {W} ({\mathfrak {g}})}는 다음과 같은 미분 등급 대수이다. 이는 미분 구조를 잊으면 자유 등급 가환 대수이며, {\displaystyle {\mathfrak {g}}^{*}}의 동차 원소 기저를 {\displaystyle t^{i}}라고 할 때, {\displaystyle \operatorname {W} ({\mathfrak {g}})}의 생성원은 {\displaystyle t^{i}} 및 {\displaystyle \delta t^{i}}이다 ({\displaystyle \deg \delta t^{i}=1+\deg t^{i}}). 또한, 그 미분은 다음과 같다.
{\displaystyle \mathrm {d} t^{i}=\mathrm {d} _{\mathrm {CE} }t^{i}+\delta t^{i}}
{\displaystyle \mathrm {d} \delta t^{i}=-\delta \mathrm {d} _{\mathrm {CE} }t^{i}}
여기서 {\displaystyle \mathrm {d} _{\operatorname {CE} }}란 슈발레-에일렌베르크 대수 {\displaystyle \operatorname {CE} ({\mathfrak {g}})}의 미분이다. 즉, 이는 {\displaystyle \delta ^{2}=\{\mathrm {d} ,\delta \}=0}을 따른다.
물론, 베유 대수에서 슈발레-에일렌베르크 대수로 가는 전사 미분 등급 대수 준동형
{\displaystyle \operatorname {W} ({\mathfrak {g}})\to \operatorname {CE} ({\mathfrak {g}})}
{\displaystyle t^{i}\mapsto t^{i}}
{\displaystyle \delta t^{i}\mapsto 0}
이 존재한다.

### L∞-대수의 불변 다항식
유한형 L∞-대수 {\displaystyle {\mathfrak {g}}}의 불변 다항식은 베유 대수 {\displaystyle \operatorname {W} ({\mathfrak {g}})}의 원소 {\displaystyle \alpha \in \operatorname {W} ({\mathfrak {g}})} 가운데, 다음 두 조건을 만족시키는 것이다.:Definition 4.1.13
{\displaystyle \alpha \in \bigwedge \delta {\mathfrak {g}}^{*}\subseteq \operatorname {W} ({\mathfrak {g}})}
{\displaystyle \mathrm {d} _{\operatorname {W} ({\mathfrak {g}})}\alpha =0}
즉, 베유 대수의 닫힌 원소 가운데, {\displaystyle \delta {\mathfrak {g}}^{*}}만으로 생성되는 것이다.
이는 리 대수의 경우의 정의를 일반화한다. {\displaystyle {\mathfrak {g}}}가 리 대수인 경우, 불변 다항식은
{\displaystyle \operatorname {Sym} ({\mathfrak {g}}^{*})\subseteq \operatorname {W} ({\mathfrak {g}})=\operatorname {Sym} ({\mathfrak {g}}^{*})\otimes \bigwedge ({\mathfrak {g}}^{*})}
의 원소이며, 여기서 불변 다항식 조건은 이 원소가 닫힌 원소라는 조건과 동치이다.

## 성질
리 대수 {\displaystyle {\mathfrak {g}}}에 대하여,
{\displaystyle \operatorname {inv} ({\mathfrak {g}})\to \operatorname {W} ({\mathfrak {g}})\to \operatorname {CE} ({\mathfrak {g}})}
는 리 군 {\displaystyle G}의 분류 공간
{\displaystyle \mathrm {B} G\leftarrow \mathrm {E} G\leftarrow G}
의 (표수 0 특이 코호몰로지의) 모형이다. 즉, 그 (공사슬 복합체로서의) 코호몰로지는 이 위상 공간들의 (꼬임을 제외한) 특이 코호몰로지와 같다.
다시 말해,
{\displaystyle \operatorname {H} ^{\bullet }(\operatorname {W} ({\mathfrak {g}}))=\operatorname {H} _{\text{sing}}^{\bullet }(\mathrm {E} G)={\begin{cases}0&\bullet \neq 0\\K&\bullet =0\end{cases}}}
{\displaystyle \operatorname {H} ^{\bullet }(\operatorname {CE} ({\mathfrak {g}}))=\operatorname {H} _{\text{sing}}^{\bullet }(G;K)=\operatorname {H} _{\text{LieAlg}}^{\bullet }({\mathfrak {g}};K)}
{\displaystyle \operatorname {inv} ^{\bullet }({\mathfrak {g}})=\operatorname {H} _{\text{sing}}^{\bullet }(\mathrm {B} G;K)}
이다. ({\displaystyle \operatorname {inv} ({\mathfrak {g}})}의 원소들은 정의에 따라 모두 닫힌 원소이므로, 코호몰로지를 취할 필요가 없다.) 여기서 {\displaystyle \operatorname {H} _{\text{LieAlg}}^{\bullet }(-)}는 리 대수 코호몰로지이다.

## 예
체 {\displaystyle K} 위의 리 대수 {\displaystyle {\mathfrak {g}}}의 킬링 형식
{\displaystyle B\in \operatorname {Sym} ^{2}{\mathfrak {g}}^{*}}
은 2차 불변 다항식이다. 즉,
{\displaystyle B(x,[y,z])-B([x,y],z)=0\qquad \forall x,y,z\in {\mathfrak {g}}}
이다.

### 단순 리 대수의 불변 다항식
계수 {\displaystyle n}의 단순 리 대수는 {\displaystyle n}개의 불변 다항식을 가진다. 그 차수는 다음과 같다.:59, §3.7
| 단순 리 대수                                                             | 불변 다항식의 차수           |
| ------------------------------------------------------------------------ | ---------------------------- |
| {\displaystyle {\mathfrak {a}}_{n}}                                      | 2, 3, …, n+1                 |
| {\displaystyle {\mathfrak {b}}_{n}}, {\displaystyle {\mathfrak {c}}_{n}} | 2, 4, 6, …, 2n               |
| {\displaystyle {\mathfrak {d}}_{n}}                                      | 2, 4, 6, …, 2n−2, n          |
| {\displaystyle {\mathfrak {e}}_{6}}                                      | 2, 5, 6, 8, 9, 12            |
| {\displaystyle {\mathfrak {e}}_{7}}                                      | 2, 6, 8, 10, 12, 14, 18      |
| {\displaystyle {\mathfrak {e}}_{8}}                                      | 2, 8, 12, 14, 18, 20, 24, 30 |
| {\displaystyle {\mathfrak {f}}_{4}}                                      | 2, 6, 8, 12                  |
| {\displaystyle {\mathfrak {g}}_{2}}                                      | 2, 6                         |

위 표에서, 첫 2차 불변 다항식은 항상 킬링 형식이다. “차수”란 다항식의 차수를 뜻한다. 이를 L∞-대수로 해석할 경우, 각 변수의 등급이 2이므로, L∞-대수로서의 등급은 다항식 차수의 2배이다. 이 수들은 해당 리 대수의 콤팩트 형식의 유리수 계수 특이 코호몰로지 환을 결정한다. 즉, 만약 불변 다항식의 차수가 {\displaystyle d_{1},d_{2},\dotsc ,d_{r}}라면, 리 군의 특이 코호몰로지 환은 차수
{\displaystyle \deg x_{i}=2d_{i}-1}
의 {\displaystyle r}개의 생성원으로 생성되는 외대수이다. 특히,
{\displaystyle \dim G=\sum _{i=1}^{r}(2d_{i}-1)}
이다.
{\displaystyle {\mathfrak {a}}_{n}={\mathfrak {su}}(n+1)}의 경우, 그 불변 다항식은 다음과 같은 꼴이다. 리 대수의 원소를 {\displaystyle (n+1)\times (n+1)} 무대각합 반 에르미트 행렬로 표현할 경우,
{\displaystyle p_{k}(M)=\operatorname {tr} _{(n+1)\times (n+1)}(M^{k})}
이다. 만약 {\displaystyle k=1}인 경우는 (행렬이 무대각합이므로) {\displaystyle p_{1}=0}이 되며, {\displaystyle k\geq n+2}인 경우는 더 낮은 차수의 불변 다항식들의 곱의 합으로 표현될 수 있다.
{\displaystyle {\mathfrak {so}}(n)}의 경우, 그 리 대수의 원소는 반대칭 {\displaystyle n\times n} 행렬이며, 따라서 다음과 같은 불변 다항식을 적을 수 있다.
{\displaystyle p_{k}(M)=\operatorname {tr} (M^{k})}
이 경우 {\displaystyle k}가 홀수일 때 {\displaystyle p_{k}=0}이다. 즉, 짝수 차수만이 남게 된다. {\displaystyle n}이 홀수일 때 불변 다항식들은 {\displaystyle p_{2},\dotsc ,p_{n-1}}로 구성된다. {\displaystyle n=2m}이 짝수일 때는 추가로 {\displaystyle m}차 불변 다항식
{\displaystyle q(M)=\epsilon ^{i_{1}j_{1}i_{2}j_{2}\dotsb i_{m}j_{m}}M_{i_{1}j_{1}}\dotsm M_{i_{m}j_{m}}}
이 존재한다.